# Episodi di Vacation Playhouse (terza stagione)
La terza stagione della serie televisiva Vacation Playhouse è andata in onda negli Stati Uniti dal 25 giugno 1965 al 10 settembre 1965 sulla CBS.
| nº | Titolo originale            | Prima TV USA      |
| -- | --------------------------- | ----------------- |
| 1  | Sybil                       | 25 giugno 1965    |
| 2  | Alec Tate                   | 2 luglio 1965     |
| 3  | The Barbara Rush Show       | 9 luglio 1965     |
| 4  | Patrick Stone               | 16 luglio 1965    |
| 5  | Starr, First Baseman        | 23 luglio 1965    |
| 6  | The Bravo Duke              | 30 luglio 1965    |
| 7  | Luke and the Tenderfoot (1) | 6 agosto 1965     |
| 8  | Luke and the Tenderfoot (2) | 13 agosto 1965    |
| 9  | Coogan's Reward             | 20 agosto 1965    |
| 10 | Three on an Island          | 27 agosto 1965    |
| 11 | Cap-n Ahab                  | 3 settembre 1965  |
| 12 | Down Home                   | 10 settembre 1965 |

## Sybil
- Prima televisiva: 25 giugno 1965
- Diretto da: Hy Averback
- Scritto da: Everett Greenbaum, James Fritzell, Jerry Davis

### Trama
- Guest star: Suzy Parker (Sybil)

## Alec Tate
- Prima televisiva: 2 luglio 1965
- Diretto da: Richard Kinon
- Scritto da: Edmund Beloin, Henry Garson

### Trama
- Guest star: Jay C. Flippen (Cappy Skidmore), Robert Middleton (Homer Ferguson), Robyn Millan (Bunny Tate), Diane McBain (Sherry), Ann Jillian (Bev Ferguson), Dean Jones (Alec Tate)

## The Barbara Rush Show
- Prima televisiva: 9 luglio 1965

### Trama
- Guest star:

## Patrick Stone
- Prima televisiva: 16 luglio 1965

### Trama
- Guest star: Keenan Wynn (Patrick Stone), Joanna Barnes (Jeannine D'Arcy)

## Starr, First Baseman
- Prima televisiva: 23 luglio 1965
- Diretto da: Arthur Hiller
- Scritto da: Freeman Dean

### Trama
- Guest star: Martin Milner (Joe Starr), Stuart Whitman (Coach Freddie Gordon), David Thursby (Eddie Ryan)

## The Bravo Duke
- Prima televisiva: 30 luglio 1965
- Diretto da: Douglas Heyes
- Scritto da: Douglas Heyes

### Trama
- Guest star: Gerald Mohr (Duke)

## Luke and the Tenderfoot
- Prima televisiva: 6 agosto 1965
- Diretto da: Herman Hoffman, Montgomery Pittman
- Scritto da: Steve Fisher

### Trama
- Guest star: Charles Bronson (John Wesley Hardin), Edgar Buchanan (Luke Herkimer)

## Luke and the Tenderfoot
- Prima televisiva: 13 agosto 1965
- Diretto da: Montgomery Pittman, Herman Hoffman
- Scritto da: Steve Fisher

### Trama
- Guest star: Edgar Buchanan (Luke Herkimer), Charles Bronson (John Wesley Hardin)

## Coogan's Reward
- Prima televisiva: 20 agosto 1965
- Diretto da: Don Taylor
- Scritto da: Peggy Chantler Dick, William Cowley, David Swift

### Trama
- Guest star: Tony Randall (Willie Coogan)

## Three on an Island
- Prima televisiva: 27 agosto 1965
- Diretto da: Vincent Sherman
- Scritto da: Hal Kanter

### Trama
- Guest star: Sheila Bromley (Martha Sweetley), Jody McCrea (Julius "Bulldog" Sweetley)

## Cap-n Ahab
- Prima televisiva: 3 settembre 1965
- Diretto da: Richard Crenna
- Scritto da: Michael Fessier

### Trama
- Guest star: Jaye P. Morgan (Maggie Feeney), Don Porter (Battersea), Judy Canova (Tillie Meeks)

## Down Home
- Prima televisiva: 10 settembre 1965
- Diretto da: Hal Kanter
- Scritto da: Milt Josefsberg

### Trama
- Guest star: Jack Orrison (Warren Bullard), Sara Haden (Emma Madison), Pat Buttram (Hardy Madison)